# Mastazzoli
I mastazzoli detti in dialetto mastazzola, sono dei tipici dolci siciliani, più precisamente della zona etnea e della provincia di Catania

## Storia
Dolce consumato già all'epoca del Regno delle Due Sicilie Veniva servito in occasione di feste, da quella del Santo Patrono arrivando al matrimonio, ma anche . Veniva consumato anche come rito propiziatorio del raccolto annuale. Si tramandano le sue proprietà salutari..

## Preparazione
Viene tritata la polpa dei ficodindia dell'Etna, il tutto amalgamato e poi fatto bollire fino ad ottenere un impasto caramellato, il preparato viene fatto essiccare al sole per alcuni giorni. Si serve con noci tritate e zucchero a velo vanigliato da versare sopra.

## Varianti
Esistono numerose varianti, alcune di esse sono presenti nella regione salentina e prendono il nome di mustazzoli e nella regione campana con il nome di mustaccioli.